# エドゥアルド・チリーダ
エドゥアルド・チリーダ・ファンテギ（Eduardo Chillida Juantegui, または Eduardo Txillida Juantegi, 1924年1月10日 - 2002年8月19日）は、スペイン・サン・セバスティアン出身の彫刻家。バスク人。鉄や石、テラコッタなどで抽象彫刻を多数製作した。
特に、規模の大きい屋外彫刻作品が知られており、スペインを始め欧米の各地にチリーダの作品が設置されている。

## 経歴
1924年、ギプスコア県サン・セバスティアンで、父 ペドロ・チリーダ(Pedro Chillida)と母カルメン・フアンテギ(Carmen Juantegui)の間に生まれた。エドゥアルドは、曽祖父母が経営するビアリッツホテルの近くで幼少期を過ごした。大学入学前には、地元のサッカークラブであるレアル・ソシエダでゴールキーパーを経験した。1943年にマドリード大学に進学し、建築を専攻、1946年まで在学した。しかし23歳だった1947年には、芸術を志して建築の勉強を放棄し、父親の友人が経営する彫刻工房での仕事を経て、1948年にはパリに移住してアトリエを構え、石膏や粘土による制作を開始した。結局彼は大学の学位は取らなかったが、代わりに美術のプライベートレッスンを受けていた。1948年から1950年まではパリに住んだが、1950年にフランスのヴィレンヌ＝ス＝ボワ（ヴァル＝ドワーズ県）に移り、1955年までそこに住んだ。また1950年には Pilar Belzunce と結婚し、1959年には生地サン・セバスティアンの近くに戻って居を構えた 。1971年にはハーバード大学の客員教授を務め、1984年にはチリーダ財団を設立した。2002年にエルナニの自宅で死去した。

## 作品

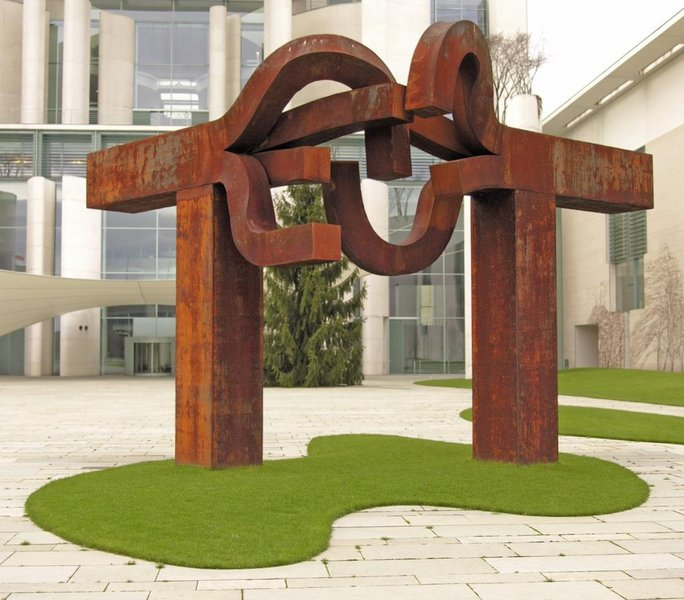
『ベルリン』（2000年）

チリーダの初期の作品は、胸像などの人物をモチーフにした作品が中心であった。しかし後期の作品は、多くのモニュメント作品など、より巨大でより抽象的な作品となる傾向があった。チリーダ自身は「抽象的」というレッテルを貼られることを拒み、「リアリストの彫刻家」であると自称していた。
バスクに戻った1951年以降、チリーダは以前使っていた石膏での制作を止めた。スペインの伝統的な段鉄技法による金属を用いた作品の制作を始め、具象性を廃した純粋抽象に個性を見出した。1954年から1966年にかけては、『夢の金床』（Anvil of Dreams）と題された一連の作品群を製作している。1960年代半ば以降には土やコンクリートや紙など様々な素材を用いた作品の制作を開始し、1965年からはアラバスターを用いた彫刻の制作も始めた。またチリーダは、酸化による赤錆を用いるために、金属作品に合金をよく使用していた。
またチリーダは、1959年から、ホルヘ・ギリェンの著書の挿絵など、エッチングやリトグラフ、木版画の作品の着想も持っていた。1950年代前半からはサン・セバスティアンのラ・オンダレータ海岸で『風の櫛』の製作を開始し、25年後の1977年に完成した。

### チリーダ・レク
1990年代に、チリーダは自作を展示するための場をサン・セバスティアン郊外のエルナニに設けた。2000年にはチリーダの作品などを展示するための屋外彫刻公園としてチリーダ・レク美術館が開館した。財政的な理由により、チリーダ・レク美術館は2011年1月に休館した。

## ギャラリー

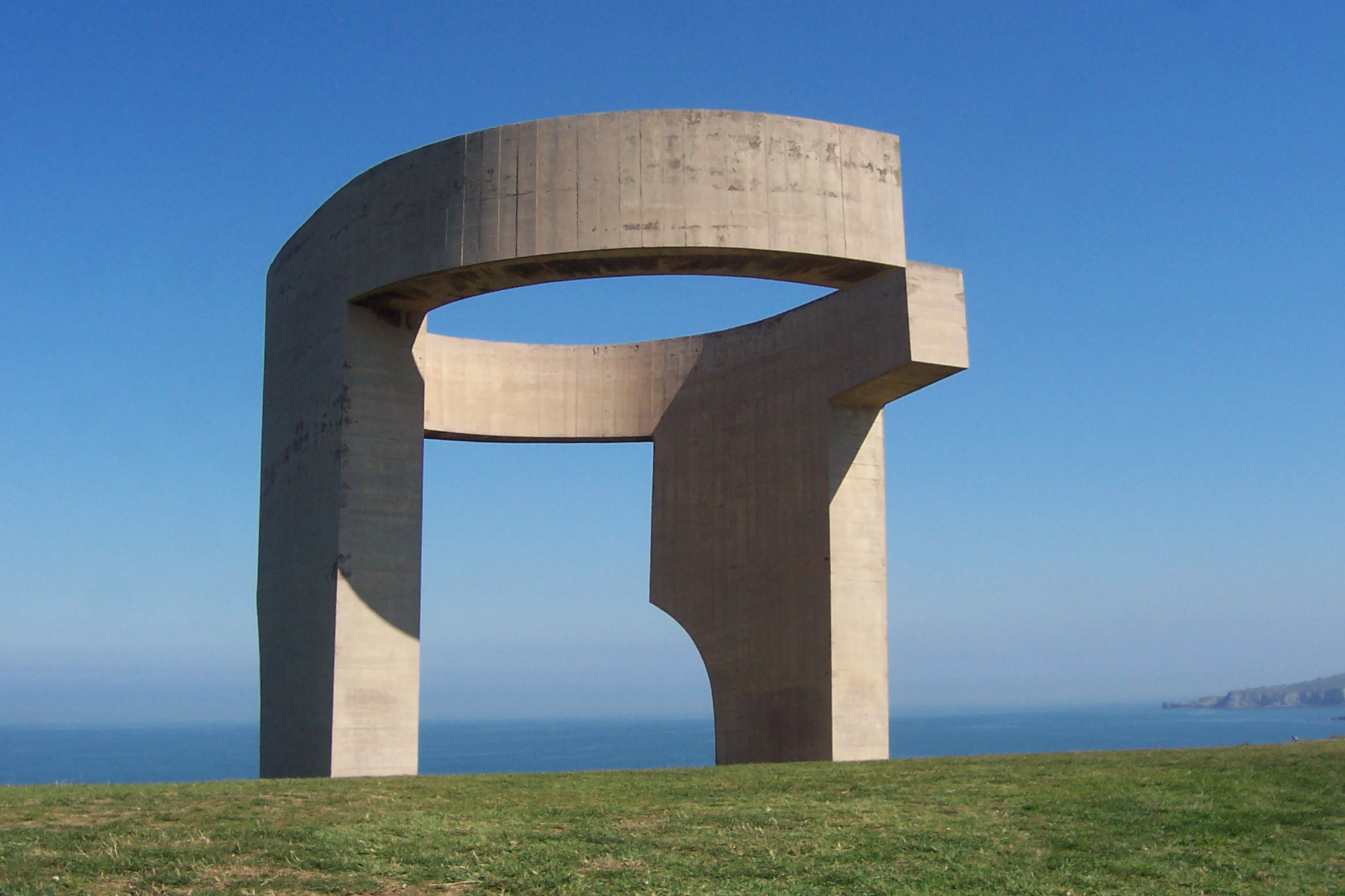
『水平線礼賛』Elogio del Horizonte (Eulogy to the Horizon), concrete (1989) （スペイン・ヒホン）
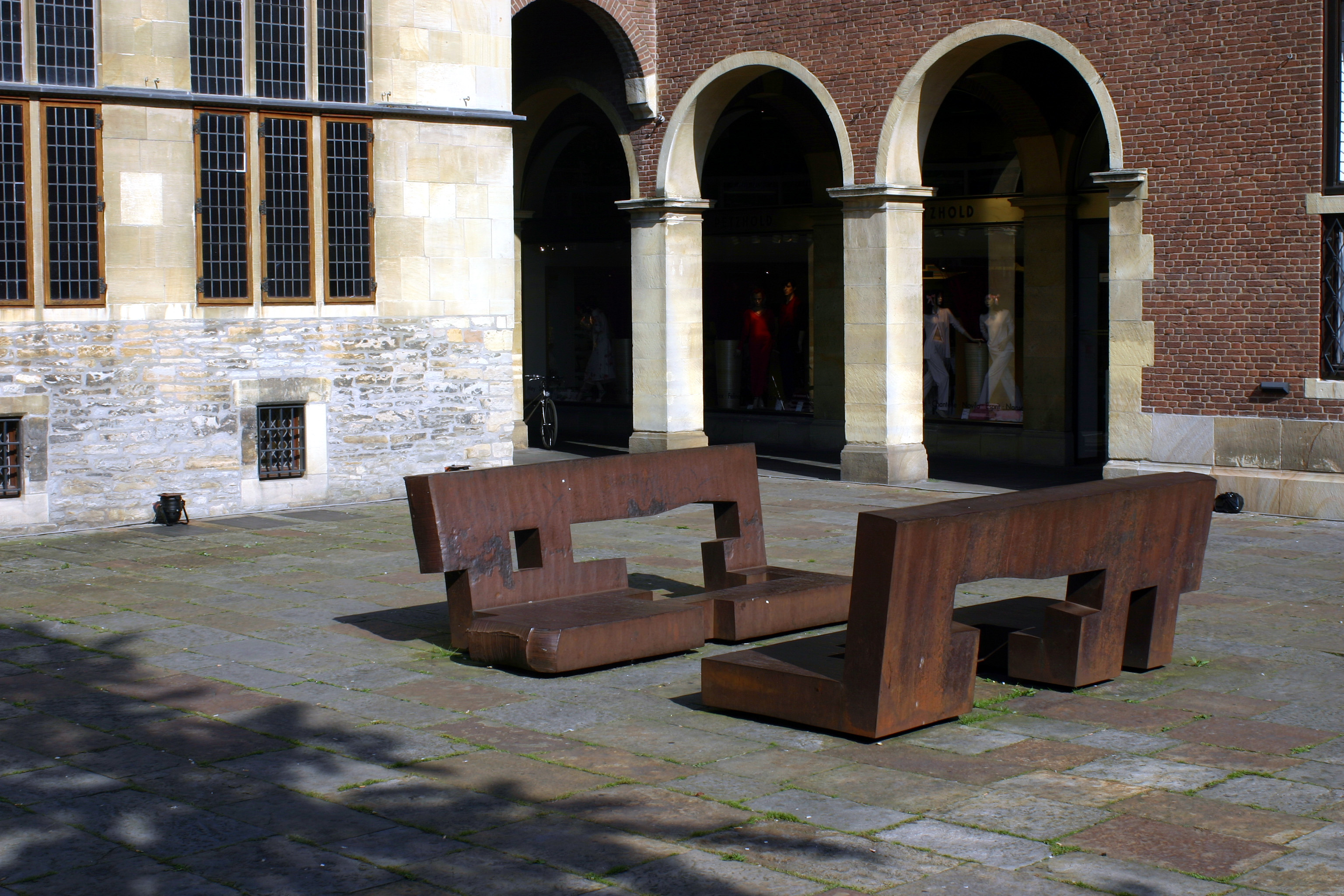
Toleranz durch Dialog （ドイツ・ミュンスター）
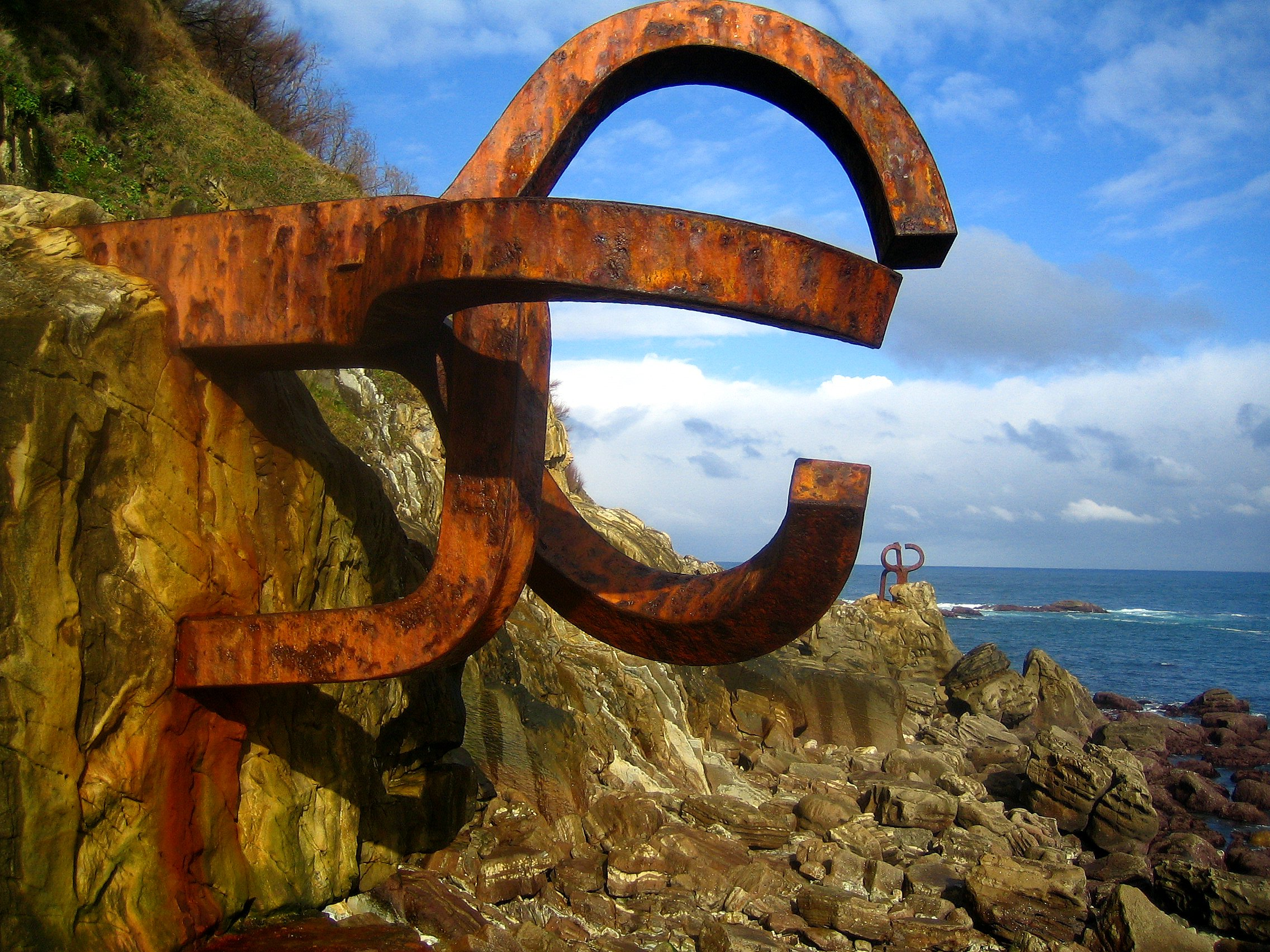
『風の櫛』（スペイン・サン・セバスティアン）
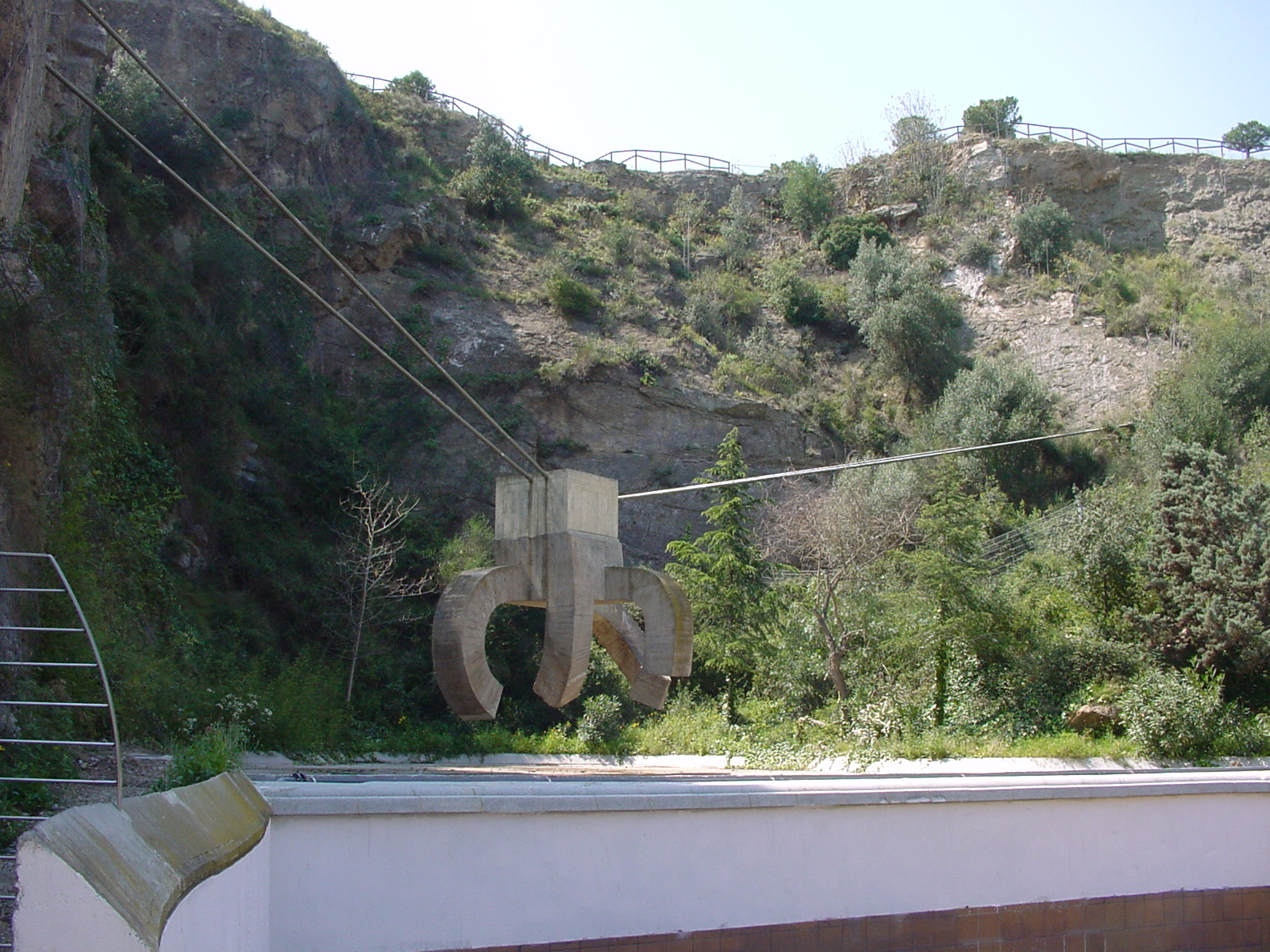
Elogi de l'aigua（スペイン・バルセロナ）

## 作品展
チリーダは、1949年にパリ市立近代美術館に初期の作品を展示した。初の個展は1954年にマドリードの美術館で行い、100点以上の作品を出展した。また、国際的な展覧会にも多数出品し、ヴェネツィア・ビエンナーレ（1958年、1988年、1990年）やピッツバーグ国際展（1964年）、ドクメンタ（1978年）などにも出品している。そのうち1958年のヴェネツィア・ビエンナーレでは彫刻大賞を受賞し、1964年のピッツバーグ国際展ではカーネギー賞を受賞し、1978年のドクメンタではメロン賞（アンドリュー・メロン財団）を、ウィレム・デ・クーニングと共に受賞している。 1991年には高松宮殿下記念世界文化賞彫刻部門を受賞し、1993年にはアメリカ芸術文学アカデミーの名誉会員となった。
初の回顧展は1966年にヒューストン美術館で行われた。その後もナショナル・ギャラリー（1979年）やソロモン・R・グッゲンハイム美術館（1980年）、ソフィア王妃芸術センター（1999年）などで大規模な回顧展が開かれている。また日本では、2006年に神奈川県立近代美術館で回顧展が開かれた。